# 池田甚之助
池田 甚之助（いけだ じんのすけ、1846年1月9日（弘化2年12月12日）- 1901年（明治34年）10月27日）は、明治時代の政治家。池田家12代当主。貴族院多額納税者議員。秋田銀行の前身行の一つである、旧秋田銀行初代頭取。

## 経歴
出羽国山本郡高梨村（秋田県仙北郡高梨村、仙北村、仙北町を経て現大仙市）に生まれる。生家は豪農で庄屋を務めた。
大区小区制が敷かれると、1872年（明治5年）秋田県第八大区第二小区戸長となり、ついで高梨村戸長、初代高梨村長などを歴任した。明治期の秋田県の鉄道敷設に際しては発起人を務めた。
1890年（明治23年）秋田県多額納税者として貴族院議員に互選され、同年9月29日から1891年（明治24年）10月15日まで在任した。

## 一族
- 長男・文太郎（明元年 - 昭和2年）
- 長女・イサ（明三、八生、大曲の佐々木吉郎右衛門の長男・鉄五郎の妻[6]）
- 娘 ・ セチ (義弟 渡部佐一郎の姪チヨの夫耕蔵は貴族院議員 土田万助の義弟)[7]
- 孫娘・チカ (夫は一星恒助息子浩之助、浩之助の伯叔父は高安虎治)
- 純吉郎
- 禮治（明治五年十月生）

### 松浦千代松
- 孝八郎の母・ヤヱ（明元、九生、高橋吉郎兵衛の二女、甚之助の後妻）
- 養父・松浦千代松
  - 孝八郎（千代松の養子となり、のちに千代松を襲名）
  - 孝八郎の妻・キタ（明二三、一生、小西辰蔵の三女）
    - 長男・磐治郎（明四三、二生）
    - 長女クミ（大四、三生）
    - 二男・長次郎（同六、七生）
    - 三男・源三郎（同一〇、二生）
    - 四男・竹四郎（同一五、八生）